# Geranomyia flaviventris
Geranomyia flaviventris is een tweevleugelige uit de familie steltmuggen (Limoniidae). De soort komt voor in het Oriëntaals gebied.